# Suvi Lukavac
Llukac i Thatë en albanais et Suvi Lukavac en serbe latin (en serbe cyrillique : Суви Лукавац) est une localité du Kosovo située dans la commune/municipalité d'Istog/Istok et dans le district de Pejë/Peć. Selon le recensement kosovar de 2011, elle compte 160 habitants.

## Démographie

### Évolution historique de la population dans la localité
| 1948 | 1953 | 1961 | 1971 | 1981 | 1991 | 2011 |
| ---- | ---- | ---- | ---- | ---- | ---- | ---- |
| 271  | 286  | 320  | 301  | 335  | 367  | 160  |

|  |

### Répartition de la population par nationalités (2011)
En 2011, les Égyptiens représentaient 68,13 % de la population et les Albanais 25 %.